# Сезар (кинопремия, 2004)
29-я церемония вручения наград премии «Сезар» (также известной как Ночь Сезара (фр. Nuit des César)) за заслуги в области французского кинематографа за 2003 год состоялась 21 февраля 2004 года в театре Шатле (Париж, Франция). Президентом церемонии выступила актриса Фанни Ардан.
Картина канадского режиссёра Дени Аркана «Нашествие варваров» была признана лучшим фильмом года, взяв также награды ещё в двух основных категориях — за лучшую режиссуру и сценарий.

## Список лауреатов и номинантов
Количество наград/номинаций:
- 3/11: «Бон вояж!»
- 3/9: «Только не в губы»
- 3/4: «Нашествие варваров»
- 2/4: «Малышка Лили»
- 0/4: «Чувства» / «Заблудшие» / «Месье N.»
- 1/3: «Трио из Бельвилля» / трилогия Люка Бельво: «Удивительная пара», «Бегство», «После жизни» / «С тех пор, как уехал Отар»
- 1/2: «Страх и трепет»
- 0/2: «Бассейн» / «Страстные тела» / «Отец и сыновья» / «Кто убил Бэмби?»
- 1/1: «Месье Ибрагим и цветы Корана» / «Человек без головы» / «Таинственная река» / «Гуд бай, Ленин!»

### Основные категории
• Лауреаты выделены отдельным цветом. 
| Категории                                                                               | Лауреаты и номинанты                                                                                    | Лауреаты и номинанты                                                                                    |
| --------------------------------------------------------------------------------------- | --- | --- |
| Лучший фильм                                                                            | • Нашествие варваров / Les Invasions barbares (режиссёр: Дени Аркан)                                    | • Нашествие варваров / Les Invasions barbares (режиссёр: Дени Аркан)                                    |
| Лучший фильм                                                                            | • Бон вояж! / Bon voyage (режиссёр: Жан-Поль Раппно)                                                    | |
| Лучший фильм                                                                            | • Только не в губы / Pas sur la bouche (режиссёр: Ален Рене)                                            | |
| Лучший фильм                                                                            | • Чувства / Les Sentiments (режиссёр: Ноэми Львовски)                                                   | |
| Лучший фильм                                                                            | • Трио из Бельвилля (м/ф) / Les Triplettes de Belleville (режиссёр: Сильвен Шоме)                       | |
| Лучший режиссёр                                                                         | | • Дени Аркан за фильм «Нашествие варваров»                                                              |
| Лучший режиссёр                                                                         | • Жан-Поль Раппно — «Бон вояж!»                                                                         | |
| Лучший режиссёр                                                                         | • Ален Рене — «Только не в губы»                                                                        | |
| Лучший режиссёр                                                                         | • Клод Миллер — «Малышка Лили»                                                                          | |
| Лучший режиссёр                                                                         | • Люка Бельво — «Удивительная пара» (фр.), «Бегство» (фр.), «После жизни» (фр.) (трилогия)              | |
| Лучший актёр                                                                            | | • Омар Шариф — «Месье Ибрагим и цветы Корана» (за роль мсье Ибрагима Денежи)                            |
| Лучший актёр                                                                            | • Даниэль Отёй — «Только после Вас!» (фр.) (за роль Антуана Лету)                                       | |
| Лучший актёр                                                                            | • Жан-Пьер Бакри — «Чувства» (за роль Жака)                                                             | |
| Лучший актёр                                                                            | • Гад Эльмалех — «Шу-шу» (фр.) (за роль Шукри (Шушу))                                                   | |
| Лучший актёр                                                                            | • Брюно Тодескини — «Его брат» (за роль Тома)                                                           | |
| Лучшая актриса                                                                          | | • Сильви Тестю — «Страх и трепет» (за роль Амели)                                                       |
| Лучшая актриса                                                                          | • Жозиан Баласко — «Проклятие» (фр.) (за роль Мишель Варен)                                             | |
| Лучшая актриса                                                                          | • Натали Бай — «Чувства» (за роль Кароль)                                                               | |
| Лучшая актриса                                                                          | • Изабель Карре — «Чувства» (за роль Эдит)                                                              | |
| Лучшая актриса                                                                          | • Шарлотта Рэмплинг — «Бассейн» (за роль Сары Мортон)                                                   | |
| Лучший актёр второго плана                                                              | | • Дарри Коул — «Только не в губы» (за роль мадам Фоин)                                                  |
| Лучший актёр второго плана                                                              | • Иван Атталь — «Бон вояж!» (за роль Рауля)                                                             | |
| Лучший актёр второго плана                                                              | • Кловис Корнийяк — «Неделька» (фр.) (за роль Дидье)                                                    | |
| Лучший актёр второго плана                                                              | • Марк Лавуан — «Сердца мужчин» (фр.) (за роль Алекса)                                                  | |
| Лучший актёр второго плана                                                              | • Жан-Пьер Марьель — «Малышка Лили» (за роль Симона Марсо)                                              | |
| Лучшая актриса второго плана                                                            | | • Жюли Депардьё — «Малышка Лили» (за роль Жанны-Марии)                                                  |
| Лучшая актриса второго плана                                                            | • Жюдит Годреш — «Бутик» (фр.) (за роль Эстель)                                                         | |
| Лучшая актриса второго плана                                                            | • Изабель Нанти — «Только не в губы» (за роль Арлетт)                                                   | |
| Лучшая актриса второго плана                                                            | • Жеральдин Пелас — «Цена жизни» (фр.) (за роль Элены)                                                  | |
| Лучшая актриса второго плана                                                            | • Людивин Санье — «Бассейн» (за роль Жюли)                                                              | |
| Самый многообещающий актёр                                                              | | • Грегори Деранжер — «Бон вояж!»                                                                        |
| Самый многообещающий актёр                                                              | • Николя Дювошель — «Страстные тела» (фр.)                                                              | |
| Самый многообещающий актёр                                                              | • Паскаль Эльбе — «Отец и сыновья» (фр.)                                                                | |
| Самый многообещающий актёр                                                              | • Грегуар Лепренс-Ренге — «Заблудшие» (за роль Филиппа)                                                 | |
| Самый многообещающий актёр                                                              | • Гаспар Ульель — «Заблудшие» (за роль Ивана)                                                           | |
| Самая многообещающая актриса                                                            | | • Жюли Депардьё — «Малышка Лили»                                                                        |
| Самая многообещающая актриса                                                            | • Мари-Жозе Кроз — «Нашествие варваров»                                                                 | |
| Самая многообещающая актриса                                                            | • Динара Друкарова — «С тех пор, как уехал Отар»                                                        | |
| Самая многообещающая актриса                                                            | • Софи Куинтон (фр.) — «Кто убил Бэмби?»                                                                | |
| Самая многообещающая актриса                                                            | • Лаура Смет — «Страстные тела»                                                                         | |
| Лучший оригинальный или адаптированный сценарий                                         | | • Дени Аркан — «Нашествие варваров»                                                                     |
| Лучший оригинальный или адаптированный сценарий                                         | • Патрик Модиано и Жан-Поль Раппно — «Бон вояж!»                                                        | |
| Лучший оригинальный или адаптированный сценарий                                         | • Жюли Бертуччелли, Роже Бобо (фр.) и Бернард Ренуччи — «С тех пор, как уехал Отар»                     | |
| Лучший оригинальный или адаптированный сценарий                                         | • Ален Корно — «Страх и трепет»                                                                         | |
| Лучший оригинальный или адаптированный сценарий                                         | • Люка Бельво — «Удивительная пара», «Бегство», «После жизни» (трилогия)                                | |
| Лучшая музыка к фильму                                                                  | • Бенуа Шаре (фр.) за музыку к анимационному фильму «Трио из Бельвилля»                                 | • Бенуа Шаре (фр.) за музыку к анимационному фильму «Трио из Бельвилля»                                 |
| Лучшая музыка к фильму                                                                  | • Габриэль Яред — «Бон вояж!»                                                                           | |
| Лучшая музыка к фильму                                                                  | • Стефан Ихер (фр.) — «Месье N.» (фр.)                                                                  | |
| Лучшая музыка к фильму                                                                  | • Брюно Фонтен (фр.) — «Только не в губы»                                                               | |
| Лучший монтаж                                                                           | • Валери Луазлё (фр.), Людо Трох (фр.) и Даниэль Анезен — «Удивительная пара», «Бегство», «После жизни» | • Валери Луазлё (фр.), Людо Трох (фр.) и Даниэль Анезен — «Удивительная пара», «Бегство», «После жизни» |
| Лучший монтаж                                                                           | • Марилин Монтье — «Бон вояж!»                                                                          | |
| Лучший монтаж                                                                           | • Эрве Де Люс (фр.) — «Только не в губы»                                                                | |
| Лучшая работа оператора                                                                 | • Тьерри Арбогаст — «Бон вояж!»                                                                         | • Тьерри Арбогаст — «Бон вояж!»                                                                         |
| Лучшая работа оператора                                                                 | • Аньес Годар — «Заблудшие»                                                                             | |
| Лучшая работа оператора                                                                 | • Пьер Аим (фр.) — «Месье N.»                                                                           | |
| Лучшие декорации                                                                        | • Катрин Летерье (фр.) и Жак Руксель (фр.) — «Бон вояж!»                                                | • Катрин Летерье (фр.) и Жак Руксель (фр.) — «Бон вояж!»                                                |
| Лучшие декорации                                                                        | • Патрик Дюран (фр.) — «Месье N.»                                                                       | |
| Лучшие декорации                                                                        | • Жак Солнье (фр.) — «Только не в губы»                                                                 | |
| Лучшие костюмы                                                                          | • Джеки Буден — «Только не в губы»                                                                      | • Джеки Буден — «Только не в губы»                                                                      |
| Лучшие костюмы                                                                          | • Катрин Летерье — «Бон вояж!»                                                                          | |
| Лучшие костюмы                                                                          | • Карин Сарфати — «Месье N.»                                                                            | |
| Лучший звук                                                                             | • Жан-Мари Блондель, Жерар Арди и Жерар Лампс (фр.) — «Только не в губы»                                | • Жан-Мари Блондель, Жерар Арди и Жерар Лампс (фр.) — «Только не в губы»                                |
| Лучший звук                                                                             | • Пьер Гаме (фр.), Жан Гудье и Доминик Эннекен (фр.) — «Бон вояж!»                                      | |
| Лучший звук                                                                             | • Оливье Гуэнар, Жан-Пьер Лафорс и Жан-Поль Мюжель — «Заблудшие»                                        | |
| Лучшая дебютная работа в художественном кино (фр. Meilleure Première Oeuvre de Fiction) | • «С тех пор, как уехал Отар» — режиссёр: Жюли Бертуччелли                                              | • «С тех пор, как уехал Отар» — режиссёр: Жюли Бертуччелли                                              |
| Лучшая дебютная работа в художественном кино (фр. Meilleure Première Oeuvre de Fiction) | • «Легче верблюду» — режиссёр: Валерия Бруни-Тедески                                                    | |
| Лучшая дебютная работа в художественном кино (фр. Meilleure Première Oeuvre de Fiction) | • «Отец и сыновья» — режиссёр: Мишель Бужена (фр.)                                                      | |
| Лучшая дебютная работа в художественном кино (фр. Meilleure Première Oeuvre de Fiction) | • «Кто убил Бэмби?» — режиссёр: Жиль Маршан                                                             | |
| Лучшая дебютная работа в художественном кино (фр. Meilleure Première Oeuvre de Fiction) | • «Трио из Бельвилля» — режиссёр: Сильвен Шоме                                                          | |
| Лучший короткометражный фильм                                                           | • Человек без головы / L'Homme sans tête (режиссёр: Хуан Диего Соланас)                                 | • Человек без головы / L'Homme sans tête (режиссёр: Хуан Диего Соланас)                                 |
| Лучший короткометражный фильм                                                           | • Андалузская кошка / La Chatte andalouse (режиссёр: Жеральд Юсташ-Матьё)                               | |
| Лучший короткометражный фильм                                                           | • Я буду следующим / J'attendrai le suivant... (режиссёр: Филипп Орренди)                               | |
| Лучший короткометражный фильм                                                           | • Pacotille (режиссёр: Eric Jameux)                                                                     | |
| Лучший иностранный фильм                                                                | • Таинственная река / Mystic River (США, режиссёр Клинт Иствуд)                                         | • Таинственная река / Mystic River (США, режиссёр Клинт Иствуд)                                         |
| Лучший иностранный фильм                                                                | • Слон / Elephant (США, реж. Гас Ван Сент)                                                              | |
| Лучший иностранный фильм                                                                | • Банды Нью-Йорка / Gangs of New York (США, реж. Мартин Скорсезе)                                       | |
| Лучший иностранный фильм                                                                | • Возвращение (Россия, реж. Андрей Звягинцев)                                                           | |
| Лучший иностранный фильм                                                                | • Часы / The Hours (США, Великобритания, реж. Стивен Долдри)                                            | |
| Лучший фильм Евросоюза                                                                  | • Гуд бай, Ленин! / Good Bye Lenin (Германия, режиссёр Вольфганг Беккер)                                | • Гуд бай, Ленин! / Good Bye Lenin (Германия, режиссёр Вольфганг Беккер)                                |
| Лучший фильм Евросоюза                                                                  | • Догвилль / Dogville (Дания, режиссёр: Ларс фон Триер)                                                 | |
| Лучший фильм Евросоюза                                                                  | • Лучшие годы молодости / La meglio gioventù (Италия, реж. Марко Туллио Джордана)                       | |
| Лучший фильм Евросоюза                                                                  | • Дыхание / Respiro (Италия, Франция реж. Эмануэле Криалезе)                                            | |
| Лучший фильм Евросоюза                                                                  | • Сёстры Магдалины / The Magdalene Sisters (Великобритания, Ирландия реж. Питер Маллан)                 | |

### Специальная награда
| Почётный «Сезар» |  | • Мишлин Прель |